# Mikael Kyneb
Mikael Holst Kyneb (Hobro, 5 maart 1972) is een Deens voormalig professioneel wielrenner. Hij werd in 1999 tweede op het Deense kampioenschap op de weg, op twee minuten van ploeggenoot Nicolai Bo Larsen.

## Belangrijkste overwinningen
1996
- 6e etappe Ronde van Zweden

1997
- Ronde van Neurenberg

1998
- 5e etappe Ronde van het Waalse Gewest

1999
- 1e etappe Ronde van het Waalse Gewest
- Eindklassement Ronde van het Waalse Gewest

## Grote rondes
Geen